# Гуйва (посёлок)

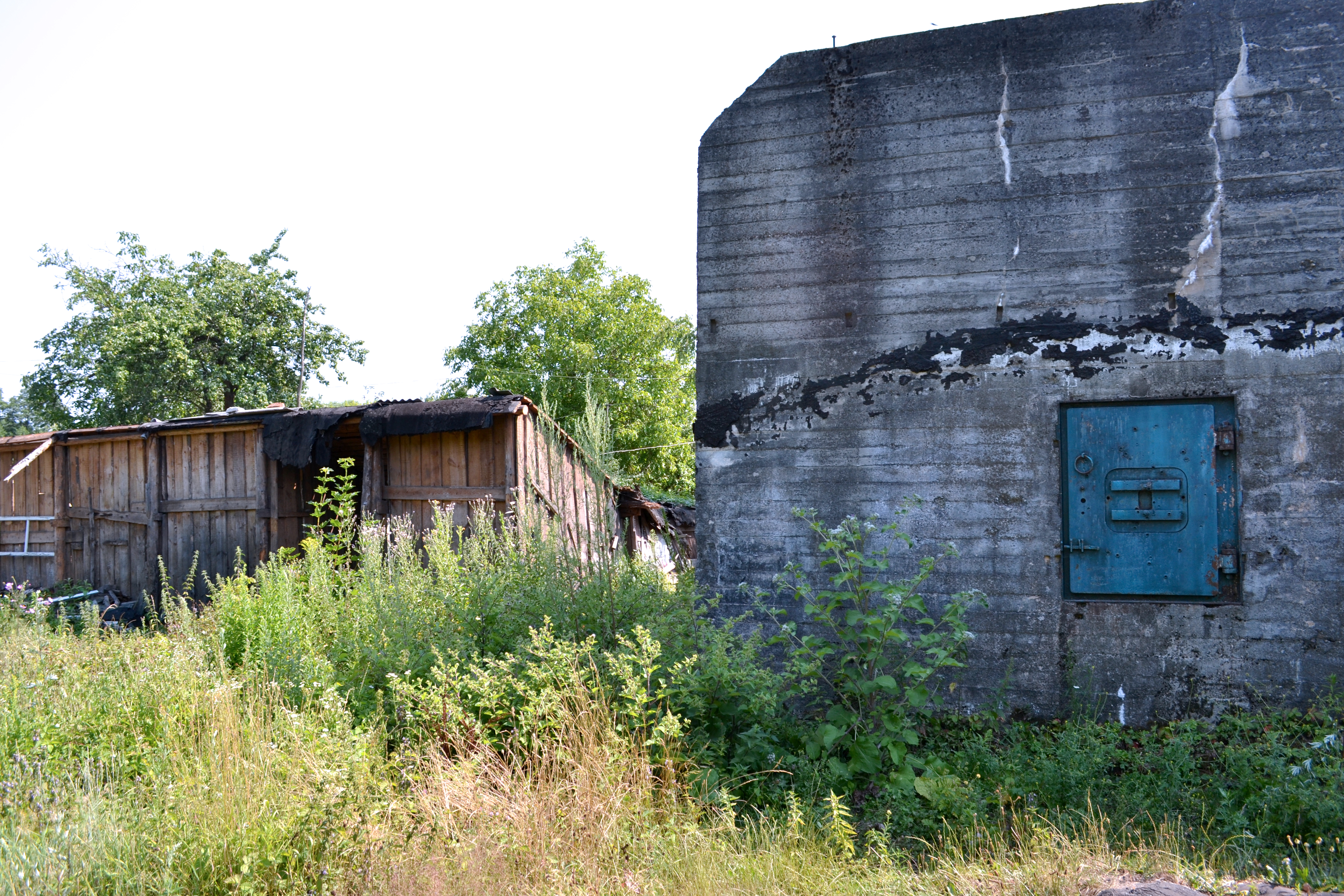
Бункер Гиммлера в посёлке Гуйва

Гу́йва (укр. Гуйва) — посёлок, входит в Житомирский район Житомирской области Украины.

## История
Во время Великой Отечественной войны недалеко от посёлка располагалась ставка Гиммлера.
В январе 1989 года численность населения составляла 1412 человек.
На 1 января 2013 года численность населения составляла 1436 человек.

## Местный совет
12441, Житомирская обл., Житомирский р-н, пгт Новогуйвинское, ул. Дружбы Народов, 5.